# 祝淑钗
祝淑钗（1965年—），河北安平人，汉族，中华人民共和国政治人物。

## 生平
毕业于中国协和医科大学，加入中国民主同盟。2013年，被选为全国人大代表。2018年2月24日，当选为第十三届全国人大代表。